# 業洞信号場
業洞信号場（オプトンしんごうじょう）または業洞駅（オプトンえき）は、大韓民国慶尚北道義城郡にかつて存在した韓国鉄道公社中央線の駅である。

## 歴史
- 1980年1月10日：信号場として開業。
- 2023年11月22日：望湖信号場 - 義城駅間の下禾トンネル開通に伴い線路移設、新線上に当信号場は設置されず事実上廃止。
- 2024年9月27日：正式に廃止[1]。

## 隣の駅
韓国鉄道公社
中央線
安東駅 - (望湖信号場) - 業洞信号場 - 義城駅